# ケベック・シティー
ケベック・シティー（フランス語: Ville de Québec、発音：/kəˈbɛk/）は、カナダ・ケベック州にある都市。同州の州都であり、州内ではモントリオールに次いで人口が多い。2023年の調査によると人口は578,593人で、大都市圏内では800,296人である。
セントローレンス川が、ダイアモンド岬と、対岸のレヴィとに接近した地点で狭まっていることから、先住民アルゴンキン族の言葉で「川が狭くなっているところ」を意味する「ケベック」という名前になった。市内の旧市街はメキシコ以北では現存する唯一の城郭都市となっており、1985年にユネスコの世界遺産に「ケベック旧市街の歴史地区」として登録された。1608年に設立されており、北米内で最も古い歴史を持つ都市の一つでもある。アメリカ文化の影響が強い北米でフランス語圏にあたり、公用語がフランス語、かつ人々の生活様式や文化の面でフランス文化が強いという独自性を放つ。
ケベック州との区別から一般に「ケベック・シティー」、または「ヴィル・ド・ケベック」と呼ばれる。フランス語ではケベック州は「le Québec」、ケベック・シティーを単に「Québec」と呼び、区別している。

## 歴史

### 近世

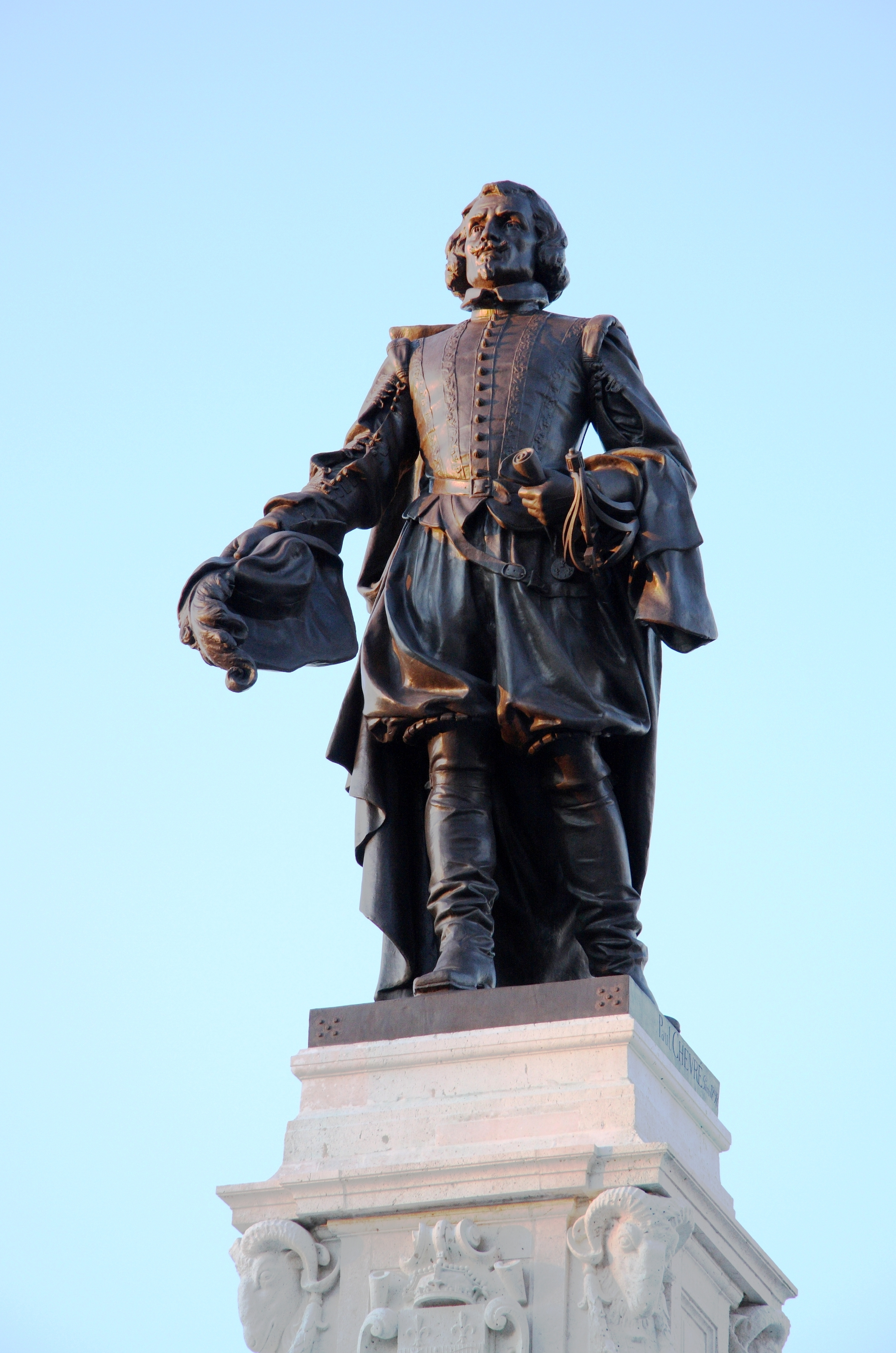
サミュエル・ド・シャンプラン

1534年から3度にわたり、フランス国王フランソワ1世に派遣されたジャック・カルティエが、スタダコナ（現在のケベック・シティー）に入植を試みたが、当初はうまく行かなかった。一方で、ヨーロッパの漁業関係者がカナダで副業として毛皮の取引を行っていたことから、フランスは、毛皮取引の占有権を持ち、カナダに植民地を建てた。1600年、ピエール・ド・ショヴァンがタドゥサックに毛皮の交易所を建て、後に占有権を得たピエール・デュグアが、開拓移民団を連れてカナダへ向かった。この一行に地理学者のサミュエル・ド・シャンプランがいた。彼らの開拓した植民地は、ヌーベル・フランスと呼ばれることになる。

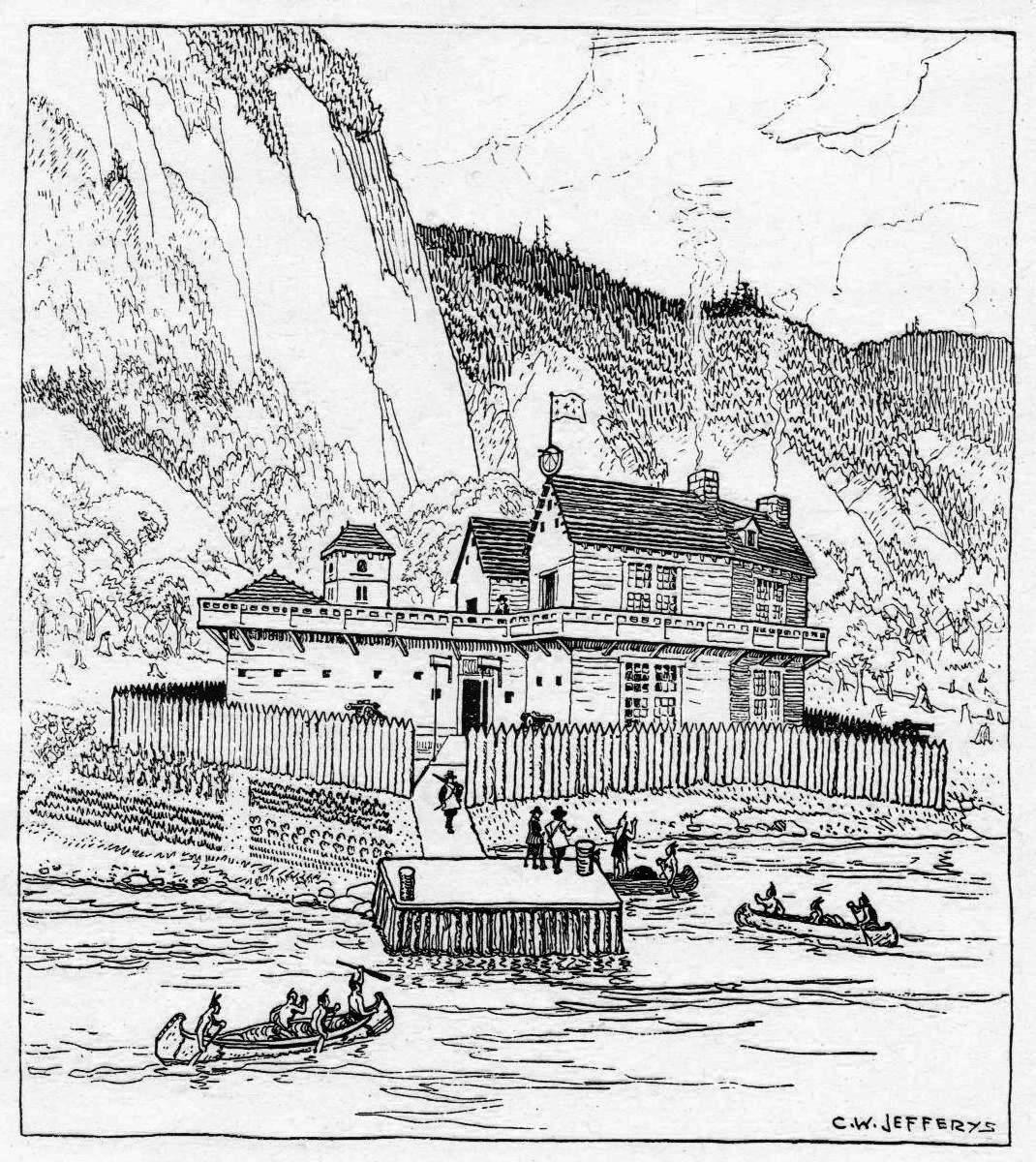
アビタシオン

彼らはまずアカディアに入り、その後、現ノバスコシア州西部のポートロイヤル（ポール・ロワイヤル、現アナポリス・ロイヤル）にも入植したが、不発に終わった。1608年、一行はケベックにアビタシオンと呼ばれる木造の建築物を作り、そこを交易所とした。「ヌーベル・フランスの父」とも呼ばれたシャンプランは、植民地をめぐる様々な問題に取り組み、奥地への探検を奨励した。その一人が、白人として初めてペンシルベニア州を横断し、スペリオル湖を発見したエチエンヌ・ブルレである。シャンプラン自身も1609年にシャンプラン湖を発見した。一方で、キリスト教の布教が行われ、17世紀半ばには、人口の4分の1は、イエズス会の神父や、ウルスラ会の尼僧といった聖職者だった。毛皮貿易は、一部の非合法者（クーリュエ・ド・ボワ）の問題を抱えながらも大いに栄え、後に女性も入植して来て、家庭を営む人々が増えた。水路などのインフラストラクチャー整備も行われ、農作物の生産も増大した。
フランスがケベックの開拓と発展にいそしんでいたほぼ同じ時期、イギリスも北米で植民地建設に力を入れていた。オランダを追い出した後、ハドソン川経由で毛皮貿易を行っており、ヌーベル・フランスにとって脅威であった。特にアカディアやニューファンドランドをめぐっての対立が激しくなり、やがてヨーロッパでの二国間の抗争が、植民地に飛び火するようになって、1754年、ジョージ・ワシントンがヌーベル・フランスを攻撃し、その後ヨーロッパの七年戦争が波及する形で、北米での英仏の衝突が起こった。特にイギリスでウィリアム・ピットが政権を握った頃から、戦況はイギリスに有利に進み、1758年にイギリス海軍はフランスを海上封鎖して、ルイブール要塞に壊滅的な打撃を与えた後、1759年にはアブラハム平原の戦いで勝利を収め、ついにヌーベル・フランスは、イギリスの統治下に置かれることとなった。北米植民地での英仏の戦いは、「フレンチ・インディアン戦争」とも呼ばれる。

### 近代

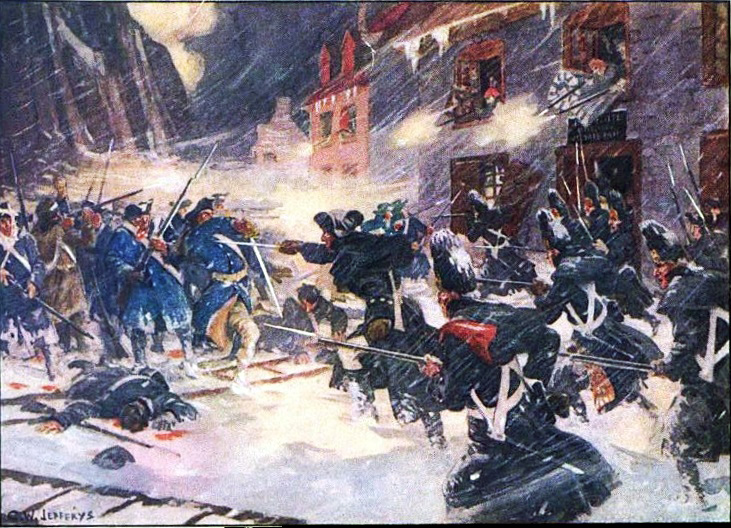
ケベックの戦い (1775年)

イギリス植民地となったケベックに、今度はアメリカ独立戦争の革命軍が押し寄せた。ケベックは、アメリカから大陸会議で革命参加を呼びかけられたが応じず、遂に翌1775年、独立戦争の口火が切られた。革命軍はモントリオールに続いてケベックにも攻め入ったが、長期の戦いと兵站不足に加え、1775年12月31日の戦いで、司令官のリチャード・モントゴメリーが戦死したうえに、イギリス艦隊のケベック接近で、革命軍は撤退せざるを得なかった。米英の対決はその後も続き、結果として独立をよしとしないアメリカのロイヤリストがカナダに移住してきた。その後イギリス系ロイヤリスト中心のアッパー・カナダ、ケベックを含むフランス系中心のローワー・カナダに分かれて行き、ケベックはローワー・カナダの首都となった。
1793年、革命後のフランスとイギリスの間で再び戦火が起こり、1812年にはカナダとアメリカの間で戦いが始まった。この戦争の後、イギリス系がカナダに増え、ローワー・カナダとアッパー・カナダでそれぞれ反乱が起こったため、両者の連合が行われ、首都がキングストンに定められた。南北戦争後、カナダ併合論が再燃したアメリカから植民地を守るため、連邦化が検討されるようになり、1864年10月ケベックで「ケベック決議」が採択され、翌1867年には「カナダ自治領（ドミニオン）」が誕生する。また、西部への開拓が進み、ブリティッシュコロンビア州や大西洋岸の植民地も連邦に参加した。

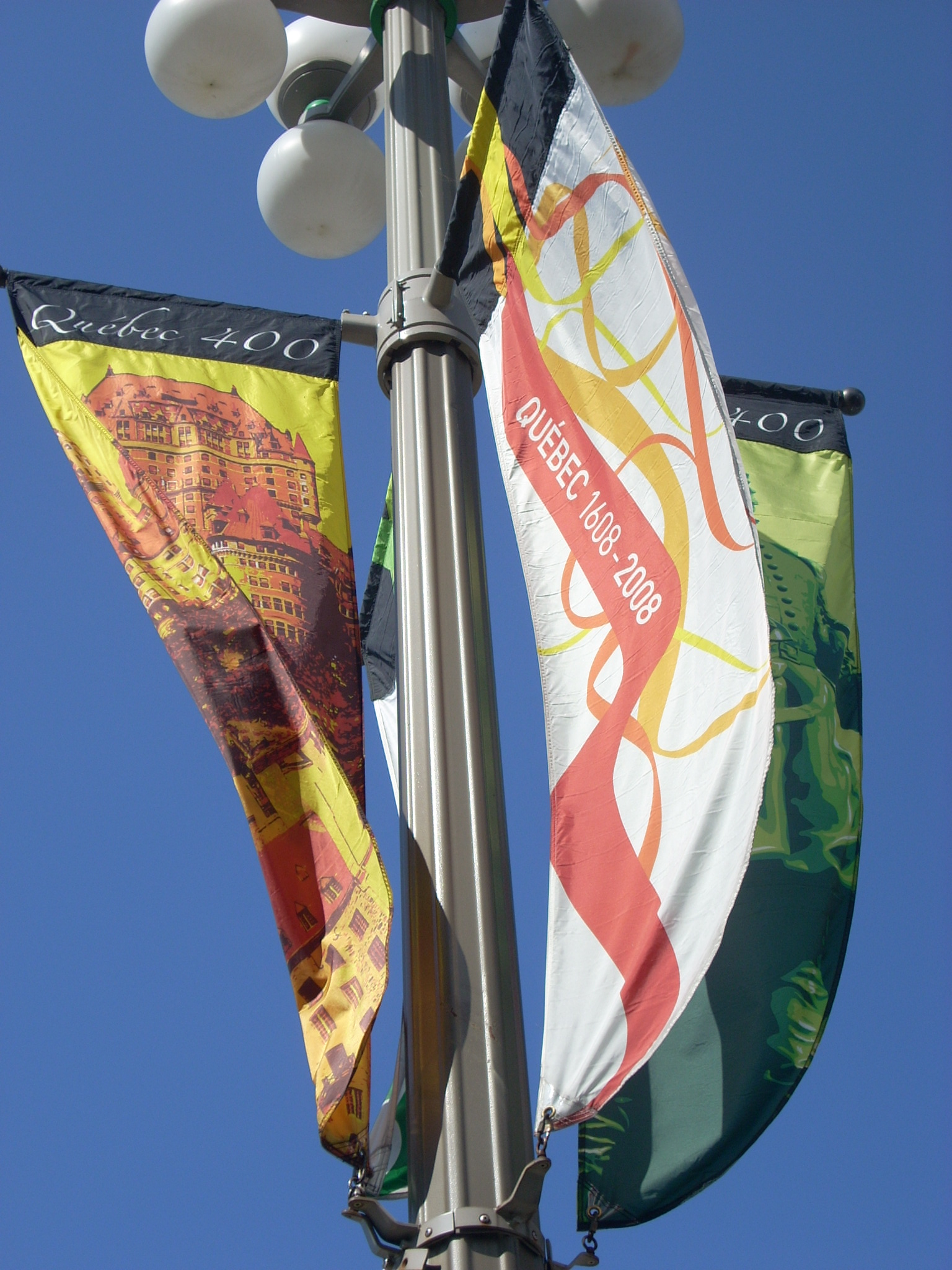
ケベック入植400周年を祝うバナー

連邦結成後、ノースウエストの反乱に見られるような地域主義の高まり、またケベック議会でも、イギリスに没収されたイエズス会資産への補償金を認め、ローマ教皇がこれに絡んだことから、国内、州の間にさまざまな亀裂が生まれた。その後、首相のウィルフリッド・ローリエが、国内に矛盾を抱えつつも、妥協策により、イギリスの植民地からの離脱を試みた。その尽力により、すべての植民地がドミニオンと呼ばれることになり、個別海軍の設立が認められた。
20世紀に入って移民が増加し、また工業化が進んで、ケベック州もその一端をになったが、カトリック教会が工業化を好まず、実権はオンタリオ州に握られていた。また、ローリエの退陣により、それまでの譲歩策が、アメリカ支配にとって代わられて行った。第一次大戦後の調整期を経て、自立の道を進むも、地域格差が解消されないまま大恐慌、第二次大戦に突入し、主にヨーロッパに軍や軍艦を派遣したが、真珠湾攻撃以降は、太平洋岸で危機感が煽られた。そんな中、ケベックで1943年8月の第1回ケベック会談と1944年9月の第2回ケベック会談の2回に渡る米英首脳会議が開かれ、当時のキング首相も列席するが、ホスト役を務めただけで終わる。

### 現代
第二次大戦後、カナダはアメリカとの緊密度が増した。また、ニューファンドランドが正式に連邦に加盟した。工業化が進む中、「静かなる革命」が起こる。戦後の復興から取り残された感のあるケベック州で、時の州首相であるジャン・ルサージにより、独自の経済政策や教育改革が起こり、フランス・ナショナリズムが表面化した。一方でこのことで州内に亀裂が生まれ、ベトナム戦争をめぐって対米関係もきしんだ。
1967年、モントリオールでカナダ建国100周年を記念したモントリオール万国博覧会が開かれ、カナダとしての独自性がはぐくまれる一方で、70年代以後、ケベックの主権を唱える声が高まり、ケベック解放戦線による「十月危機」が発生する。1977年にはフランス語優先政策である「フランス語憲章」が発布された。また、カナダ連邦政府は、米加協調路線を再び取るようになり、ケベック州出身のマルルーニー政権下で、アメリカとカナダにメキシコを入れたNAFTAの調印を見る。そのかたわら、ケベックの分離独立運動は、解決を見ないまま21世紀に突入することになった。
2008年、入植400年を祝う記念行事が行われた。

## 人口統計
2016年の統計によると市区人口は531,902人と国内11位であるが、隣接するレヴィ等を含めた都市圏人口は800,296人とカナダ7番目の規模の都市圏であり、トロント、モントリオール、バンクーバー、オタワ、カルガリー、エドモントンに次いで7番目に大きな都市となっている。1860年代には市内人口の4割が英語話者となっていた時代もあったが、現在では僅か1.5%に過ぎず、市民の94.6%がフランス語を母語としている都市である。同じケベック州内でも英語も広く使われるモントリオールとは異なる北米で最もフランス色の強い都市となっている。市民のうち英語を理解することができるのは3分の1程度にとどまり、観光地を除くと英語が通じないことも一般的である。
住民はフランス系を中心とした白人が大半を占めているが、近年はフランス語圏（レバノン、モロッコやアルジェリア、チュニジアのマグレブ諸国と西アフリカが中心）と中南米からの移民を中心に受け入れており非白人人口の割合は6.4%となっている。 アフリカ系人口は2.4̬％を占めている。

## 気候
ケッペンの気候区分では亜寒帯湿潤気候（Dfb）に属する。冬季は非常に寒く雪が多いのが特徴で、4‐5月まで雪がちらつくこともある。夏季も湿度が高く雨が多い。7、8月は一年のうちの最暖月である。積雪量は毎年3.5メートル前後といわれる。
| ケベック・シティー （ケベック・ジャン・ルサージ国際空港）(1981−2010年平均)の気候 | ケベック・シティー （ケベック・ジャン・ルサージ国際空港）(1981−2010年平均)の気候 | ケベック・シティー （ケベック・ジャン・ルサージ国際空港）(1981−2010年平均)の気候 | ケベック・シティー （ケベック・ジャン・ルサージ国際空港）(1981−2010年平均)の気候 | ケベック・シティー （ケベック・ジャン・ルサージ国際空港）(1981−2010年平均)の気候 | ケベック・シティー （ケベック・ジャン・ルサージ国際空港）(1981−2010年平均)の気候 | ケベック・シティー （ケベック・ジャン・ルサージ国際空港）(1981−2010年平均)の気候 | ケベック・シティー （ケベック・ジャン・ルサージ国際空港）(1981−2010年平均)の気候 | ケベック・シティー （ケベック・ジャン・ルサージ国際空港）(1981−2010年平均)の気候 | ケベック・シティー （ケベック・ジャン・ルサージ国際空港）(1981−2010年平均)の気候 | ケベック・シティー （ケベック・ジャン・ルサージ国際空港）(1981−2010年平均)の気候 | ケベック・シティー （ケベック・ジャン・ルサージ国際空港）(1981−2010年平均)の気候 | ケベック・シティー （ケベック・ジャン・ルサージ国際空港）(1981−2010年平均)の気候 | ケベック・シティー （ケベック・ジャン・ルサージ国際空港）(1981−2010年平均)の気候 |
| 月                                                                               | 1月                                                                              | 2月                                                                              | 3月                                                                              | 4月                                                                              | 5月                                                                              | 6月                                                                              | 7月                                                                              | 8月                                                                              | 9月                                                                              | 10月                                                                             | 11月                                                                             | 12月                                                                             | 年                                                                               |
| -------------------------------------------------------------------------------- | -------------------------------------------------------------------------------- | -------------------------------------------------------------------------------- | -------------------------------------------------------------------------------- | -------------------------------------------------------------------------------- | -------------------------------------------------------------------------------- | -------------------------------------------------------------------------------- | -------------------------------------------------------------------------------- | -------------------------------------------------------------------------------- | -------------------------------------------------------------------------------- | -------------------------------------------------------------------------------- | -------------------------------------------------------------------------------- | -------------------------------------------------------------------------------- | -------------------------------------------------------------------------------- |
| 最高気温記録 °C （°F）                                                           | 10.0 (50)                                                                        | 11.7 (53.1)                                                                      | 17.8 (64)                                                                        | 29.9 (85.8)                                                                      | 33.0 (91.4)                                                                      | 33.9 (93)                                                                        | 35.6 (96.1)                                                                      | 34.4 (93.9)                                                                      | 33.9 (93)                                                                        | 28.3 (82.9)                                                                      | 20.0 (68)                                                                        | 13.9 (57)                                                                        | 35.6 (96.1)                                                                      |
| 平均最高気温 °C （°F）                                                           | −7.9 (17.8)                                                                      | −5.6 (21.9)                                                                      | 0.2 (32.4)                                                                       | 8.3 (46.9)                                                                       | 17.0 (62.6)                                                                      | 22.3 (72.1)                                                                      | 25.0 (77)                                                                        | 23.6 (74.5)                                                                      | 17.9 (64.2)                                                                      | 11.1 (52)                                                                        | 2.9 (37.2)                                                                       | −4.2 (24.4)                                                                      | 9.2 (48.6)                                                                       |
| 日平均気温 °C （°F）                                                             | −12.8 (9)                                                                        | −10.6 (12.9)                                                                     | −4.6 (23.7)                                                                      | 3.7 (38.7)                                                                       | 11.2 (52.2)                                                                      | 16.4 (61.5)                                                                      | 19.3 (66.7)                                                                      | 18.1 (64.6)                                                                      | 12.7 (54.9)                                                                      | 6.6 (43.9)                                                                       | −0.7 (30.7)                                                                      | −8.6 (16.5)                                                                      | 4.2 (39.6)                                                                       |
| 平均最低気温 °C （°F）                                                           | −17.7 (0.1)                                                                      | −15.6 (3.9)                                                                      | −9.4 (15.1)                                                                      | −1.0 (30.2)                                                                      | 5.4 (41.7)                                                                       | 10.5 (50.9)                                                                      | 13.5 (56.3)                                                                      | 12.5 (54.5)                                                                      | 7.5 (45.5)                                                                       | 2.0 (35.6)                                                                       | −4.2 (24.4)                                                                      | −12.8 (9)                                                                        | −0.8 (30.6)                                                                      |
| 最低気温記録 °C （°F）                                                           | −35.4 (−31.7)                                                                    | −36.1 (−33)                                                                      | −30.0 (−22)                                                                      | −18.9 (−2)                                                                       | −7.8 (18)                                                                        | −0.6 (30.9)                                                                      | 3.9 (39)                                                                         | 2.2 (36)                                                                         | −4.8 (23.4)                                                                      | −10.0 (14)                                                                       | −24.0 (−11.2)                                                                    | −32.3 (−26.1)                                                                    | −36.1 (−33)                                                                      |
| 降水量 mm （inch）                                                               | 86.6 (3.409)                                                                     | 74.5 (2.933)                                                                     | 76.1 (2.996)                                                                     | 83.5 (3.287)                                                                     | 115.9 (4.563)                                                                    | 111.4 (4.386)                                                                    | 121.4 (4.78)                                                                     | 104.2 (4.102)                                                                    | 115.5 (4.547)                                                                    | 98.3 (3.87)                                                                      | 102.5 (4.035)                                                                    | 99.9 (3.933)                                                                     | 1,189.7 (46.839)                                                                 |
| 降雪量 cm （inch）                                                               | 71.9 (28.31)                                                                     | 63.6 (25.04)                                                                     | 46.4 (18.27)                                                                     | 13.2 (5.2)                                                                       | 0.0 (0)                                                                          | 0.0 (0)                                                                          | 0.0 (0)                                                                          | 0.0 (0)                                                                          | 0.0 (0)                                                                          | 3.2 (1.26)                                                                       | 32.7 (12.87)                                                                     | 72.4 (28.5)                                                                      | 303.4 (119.45)                                                                   |
| 平均降雨日数 （≥0.2 mm）                                                         | 3.0                                                                              | 2.4                                                                              | 4.7                                                                              | 10.4                                                                             | 15.3                                                                             | 13.4                                                                             | 13.5                                                                             | 13.4                                                                             | 13.4                                                                             | 14.1                                                                             | 10.1                                                                             | 4.5                                                                              | 118.2                                                                            |
| 平均降雪日数 （≥0.2 cm）                                                         | 16.3                                                                             | 13.2                                                                             | 10.5                                                                             | 4.3                                                                              | 0.13                                                                             | 0.0                                                                              | 0.0                                                                              | 0.0                                                                              | 0.0                                                                              | 1.0                                                                              | 8.1                                                                              | 16.6                                                                             | 70.1                                                                             |
| % 湿度                                                                           | 67.8                                                                             | 64.6                                                                             | 60.7                                                                             | 55.9                                                                             | 51.6                                                                             | 56.0                                                                             | 59.1                                                                             | 59.1                                                                             | 61.8                                                                             | 63.1                                                                             | 70.4                                                                             | 73.2                                                                             | 61.9                                                                             |
| 平均月間日照時間                                                                 | 98.9                                                                             | 121.2                                                                            | 152.0                                                                            | 170.6                                                                            | 211.1                                                                            | 234.7                                                                            | 252.3                                                                            | 232.0                                                                            | 163.0                                                                            | 122.0                                                                            | 76.6                                                                             | 81.9                                                                             | 1,916.3                                                                          |
| 出典：                                                                           |                                                                                  |                                                                                  |                                                                                  |                                                                                  |                                                                                  |                                                                                  |                                                                                  |                                                                                  |                                                                                  |                                                                                  |                                                                                  |                                                                                  |                                                                                  |

## 政治

ケベック・シティーの行政区：右から時計回りにボーポール（黄）、ラ・シテ -
リモワル（緑）、レ・リヴィエール（オレンジ）、サント・フォワ - シルリー - カップ・ルージュ（紫）、ラ・オート・サン・シャルル（青）、シャルルブール（赤）

2007年12月8日以降の市長はレジス・ラボームである。立法府である議会は、都市圏、市、区、地区と、小学校高学年の子供たちによる議会とが設けられている。市議会の議員は28名である。
ケベックシティは隣接するレヴィ等の周辺部を含めてケベック州内でも最も保守主義が支持される地域で、連邦議会選挙ではカナダ保守党が議席を獲得することが多くなっている。これは白人が人口の大半を占めるフランス語モノリンガルの官僚的な行政都市という閉鎖的・保守的な要因に加え、多人種多文化社会で成り立つ左派の牙城でカナダを代表するエリート左派政治家を生み出してきた州内最大の都市モントリオールへの対抗心の現れとも言われている。しかしながら、2011年連邦議会選挙では左派の新民主党が勝利しており、時にケベックシティの政治風土は特異な現象として報じられる。
かつては行政区が8あったが、その後6になった。
- ラ・シテ - リモワル（La Cité-Limoilou）
- サント・フォワ - シルリー - カップ・ルージュ（Sainte-Foy–Sillery–Cap-Rouge）
- シャルルブール（Charlesbourg）
- ボーポール（Beauport）
- レ・リヴィエール（Les Rivières）
- ラ・オート・サン・シャルル（La Haute-Saint-Charles）

## 経済
1763年、パリ条約でイギリス植民地となったため、経済権をイギリス系移民に支配されるようになり、フランス系エリートの職業は、医師、弁護士、代書人の三つにほぼ限られていた。その後の英仏の対立の中でも、経済的に惰弱な地位に甘んじざるを得なかったが、この解決策としての経済自立戦略の一環として、1962年、民間の水力発電会社を買収して、イドロケベックが誕生する。
このイドロケベックは、その後のケベック州全体の経済と産業に大いにウェイトを占め。ケベックの様々な産業、ひいては金融機関の設立にも貢献した。また、先端技術部門の開発も可能となった。いわゆるクリーンエネルギー、そして電力輸出、そして電力確保によっての産業発達の効果は大きい。
金融機関としては、ケベック貯蓄投資公庫（ケス・デポ）が注目される。ケベック州民の年金と公共保険が元手となっている。元々は、ケベック州独自の年金計画導入によるものだが、1965年、当時のレスター・B・ピアソン首相が認可を出したために認められた。中央銀行の役割も果たすこの金融機関もまた、ケベックの経済発展に一役買って来た。また、1977年のフランス語憲章によるフランス語のみの公用語化もこれに付随している。しかし、これにより大手企業がケベック州を離れるというマイナスの側面もあった。
2007年現在で、同じケベック州のモントリオールは英仏バイリンガルの人口が多いが、ケベック・シティーではフランス語人口の方が多く、英語を母語とする人口は、ケベック都市圏の約1.5%である。
現在、ケベック・シティーの雇用の大部分は行政機関や公共サービス、そして旅行業に集中している。州都として、地域管理とサービスセンターとしての利益は大きい。州政府はケベック・シティーで一番の雇用主である、2007年時点で27,900人が州政府で仕事をしている。2008年の失業率は4.5%で、州の7.3%、カナダ全体での6.6%よりも少ない。他にハイテク関連の製造業がある。
製造業の内訳は下記の通りである。
応用技術関連　光学、光通信学、電子工学、ソフトウェア、コンピュータサービス、地理情報学、ビデオゲーム、防衛関連、セキュリティ
生命科学、健康科学、栄養学関連バイオテクノロジー、生体医学、医薬品、栄養補助食品、機能性食品、農業食品加工
加工原料関連プラスチック、混合原料、二次木材加工
ケベック・シティーは683,000人の市場を持つ。これはケベック州では第2位、カナダ国内では第7位の規模である
。

## 教育

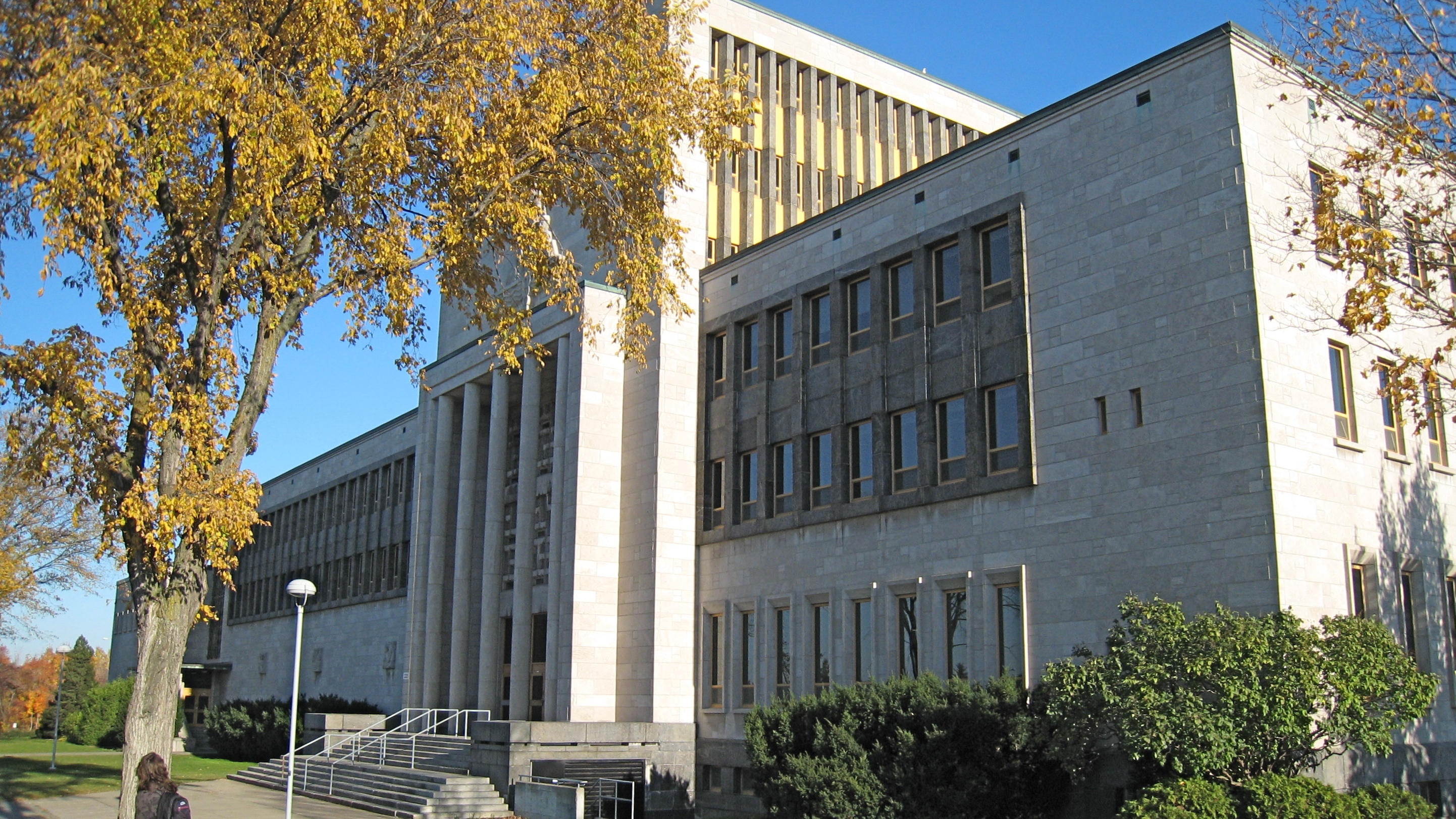
ラヴァル大学

第二次世界大戦終結後、移民の増加や高学歴化などにより、ケベック州で学校教育の改革の必要性が出てくるようになった。カトリック教会の改正要求や、教育の機会均等化や世俗化、教育行政や教育税の再検討、教員養成などの報告書を元に、1960年、抜本的改革のための調査委員会（パラン審議会）が設立され、1963年には、聖職者の元でカトリックとプロテスタントに分かれていた教育の世俗化、一本化がはかられた。これにより、ケベック州で全く新しい公立学校制度が誕生した。また、私立学校の補助金制度の見直しも行われた。
1977年にはフランス語憲章により、公用語がフランス語のみとなったため、英語系学校で学ぶには様々な条件が付けられるようになった。現在、ケベック・シティー市内にある大学は下記の通りである。
- ケベック大学（フランス語版）
- ケベック大学州立行政学院（フランス語版）
- ケベック大学州立科学研究所（フランス語版）
- ラヴァル大学[9]

これ以外にも市内には、フランソワ・クサビエ・カルノーカレッジ、メリシーカレッジがある。またサン＝ルイ・アカデミーを始めとする私立学校も6校ある。
ケベック州では小学校が6年、普通教育の中等学校が5年で、高校2年の段階で中等教育が終わる。その後は、CÉGEPセジェップ（Collège d'enseignement général et professionnel）と呼ばれる、大学進学準備の教育機関があり、一般教養課程2年、または、技術者養成目的の技術専門課程3年のいずれかを選ぶ。大学は専門課程のみとなる。ケベック・シティーにはセジェップ・ド・ラビティビ＝テミスカマング（Cégep de l'Abitibi-Témiscamingue）がある。

ケベックの夜景

## 文化と観光

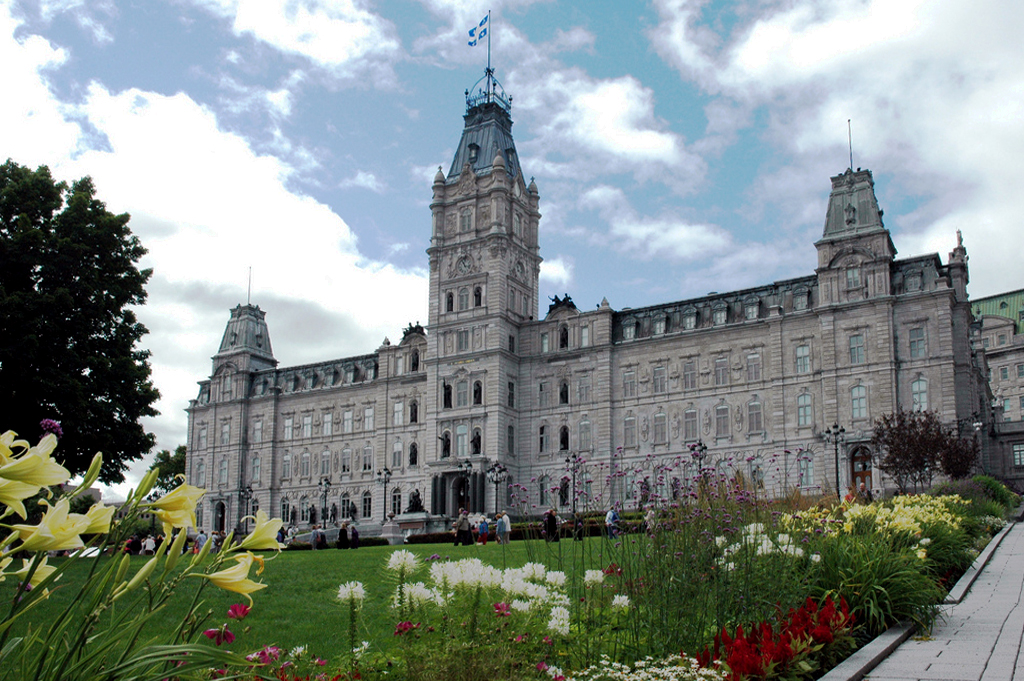
ケベック州議事堂

### 建築
シャトー・フロンテナック、オテル・デュー病院、三位一体聖公会教会、ノートルダム大聖堂、ウルスラ会修道院、ロワイヤル広場、旧港地区など、歴史地区も含め、古典的で重厚な建築物が有名である。
市内の建築には、11の異なる様式がみられる。

1. クラシカル・リバイバル（1790-1820）
2. ネオ・クラシシズム（1820-1850）
3. ネオ・ゴシック（1850-1860）
4. ネオ・イタリアン・ルネッサンス（1860-1880）
5. ネオ・フレンチ・ルネッサンス（セカンド・エンパイア）
6. ネオ・バロック（1890-1920）
7. エクレクティシズム（ハイ・ビクトリア）
8. シャトー・スタイル（シャトー・イン・ザ・ロワール）
9. ボー・アール・スタイル
10. アール・デコ（1925年以降）
11. インターナショナル・スタイル（1930-1965）[24]

ケベック州議会議事堂は、この中のネオ・フレンチ・ルネッサンス様式の代表格である。4つの翼（よく）から成る幅100メートル、高さ52メートルの建築物で、1877年から9年間をかけて完成した。

### 食文化

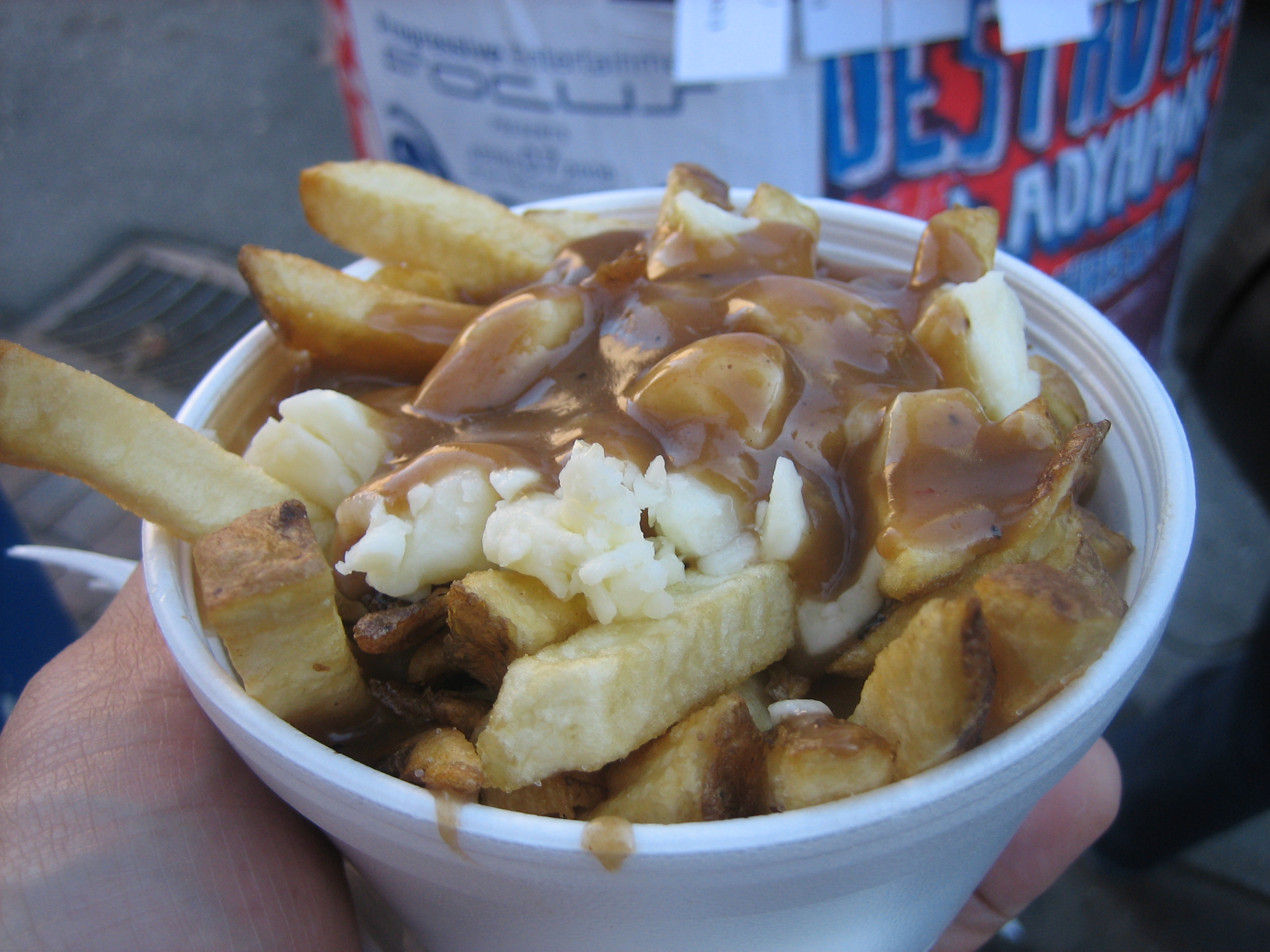
プーティン

城塞の下、アンティークの店が並ぶ通りを抜けると旧港市場がある。ここはファーマーズマーケットで、メープルシロップやワインの試食、試飲も出来る。フランス文化圏らしくフォアグラや様々な野菜もある。
伝統料理を出すレストランもある。ケベック開拓時代を思わせる、狩りの獲物を使ったミートパイに、様々なフルーツのソースをかけたものや、メープルタルトなどである。また、ケベック州発祥の料理として、フライドポテトにチーズとグレービーをかけたプーティンがあり、カナダではマクドナルドのメニューにもある人気の食べ物である。

### 観光

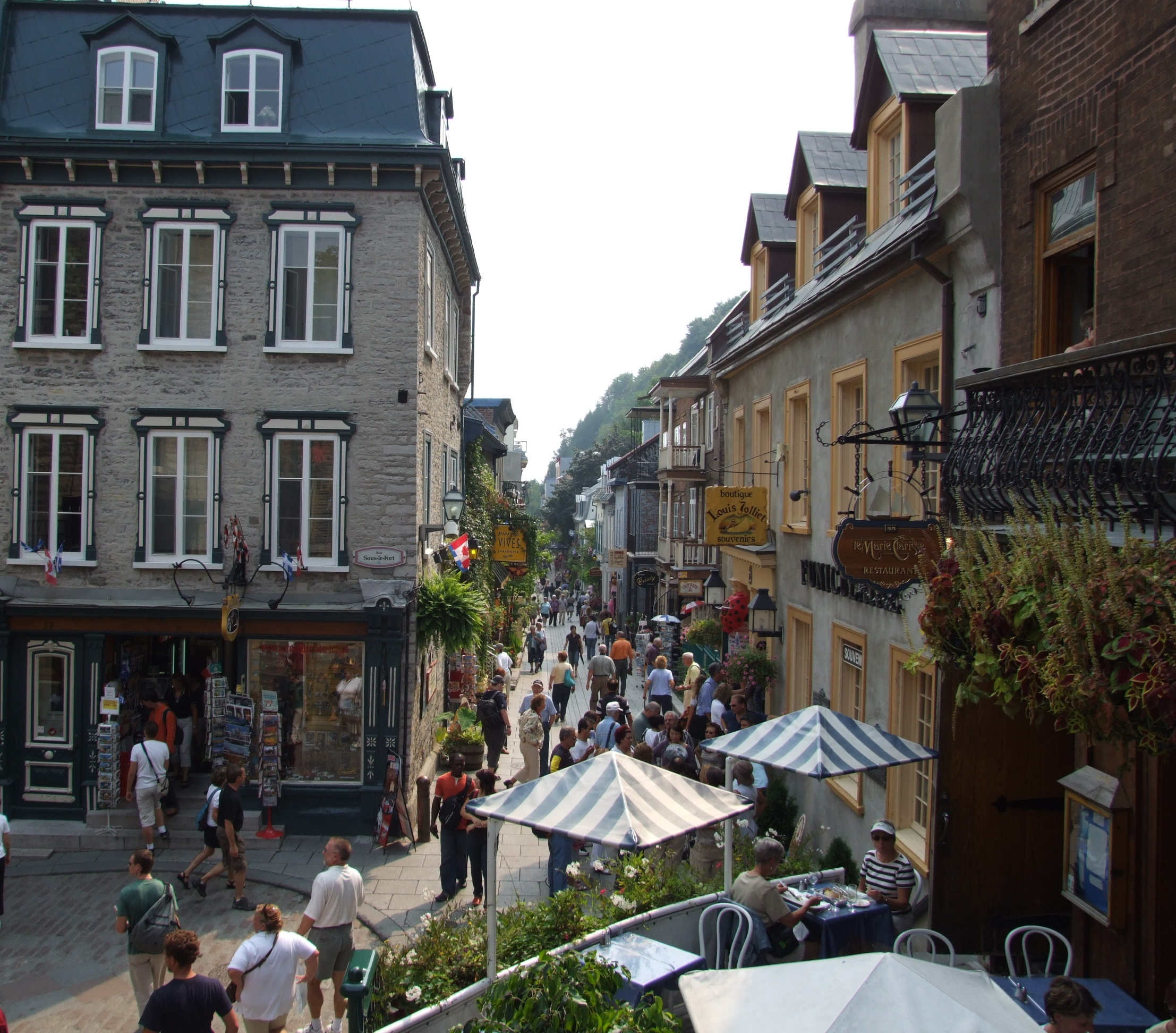
プチ・シャンプラン地区

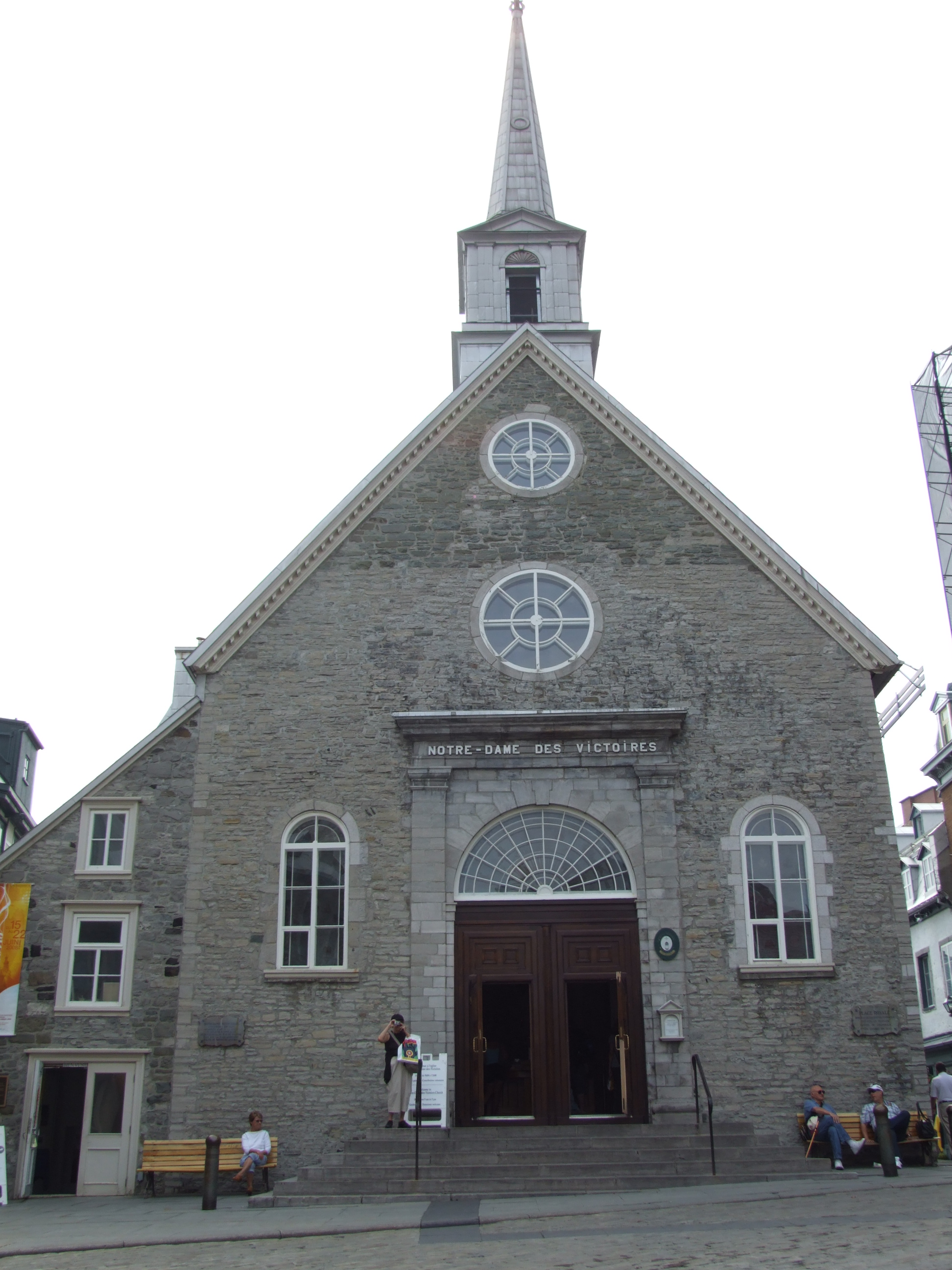
勝利のノートルダム教会

戦場公園

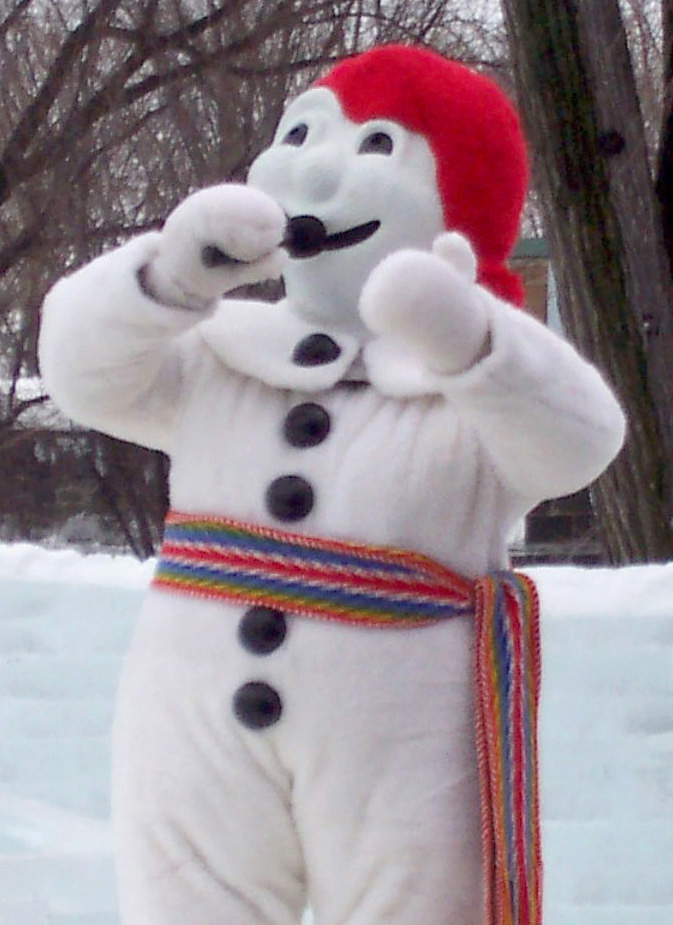
ウィンターカーニバルのマスコット、ボノム

観光名所としては、次のような場所が挙げられる。世界遺産の史跡は、旧市街とローワータウンに多い。

#### 旧市街 （ヴィユー・ケベック、オールド・ケベック）
ラ・シタデル（La Citadelle）英仏七年戦争の最後の舞台である「ケベック要塞」で、ディアマン岬の上に立つ。カナダで唯一、フランス語で指揮が行われる第22連隊が駐屯。衛兵交代が有名。
ノートルダム大聖堂（Basilique-cathédrale Notre-Dame de Québec）ケベック大司教座所在地であり、新大陸で最初に建設された聖堂で、フランス統治時代の宝物も数多く保管されている。
シャトー・フロンテナック（Château Frontenac）セントローレンス川の、岸辺の高台にある老舗のホテルで、ケベック・シティーのランドマーク的存在。
ダルム（アルム）広場（Place d'Armes）旧市街の中心に位置し、サミュエル・ド・シャンプランの像がある。
北米博物館（Musée de l'Amérique francophone）芸術や科学関連の事物を収めた博物館。元々は、1663年に建設されたケベック神学校（Séminaire de Québec）の建物で、神学校はその後に旧ラヴァル大学となった。ハーバード大学に先立つこと1年の、北アメリカ最古の大学である。
テラス・デュフラン（Terrasse Dufferin）シャトー・フロンテナックから始まる板敷きの歩道で、約700mの距離があり、総督の散歩道へと繋がっている。セントローレンス川周辺や、シャトー・フロンテナックを眺めるのにうってつけの場所である。夏には大道芸人の芸も披露される。

#### ローワー・タウン (Basse-ville)
プチ・シャンプラン地区（Petit Champlain）再興された地区で、石畳の道が続いている。ブティックや工芸品店、レストランなどが並び、活気のある地区である。テラス・デュフランへのケーブルカーも出ている。
ロワイヤル広場（Place Royale）ルイ14世の胸像が建つ小さな広場。かつてアビタシオンが建てられ、ケベック入植の礎を築いた地である。交易所から、後に商業の中心地となった。勝利のノートルダム教会（Notre-Dame-des-Victoires）が建つ。
文明博物館（Musée de la civilisation）1988年開館の文化人類学博物館。

#### アッパー・タウン（Haute-ville）
ケベック州議事堂（L'Assemblée nationale du Québec, 直訳：ケベック国会）1886年建築のネオ・フレンチ・ルネッサンス様式で、尖塔の高さは50mである。カナダ史を語る上で不可欠な存在である。
戦場公園（Parc des Champs-de-Bataille）アブラハム平原の戦いで知られるアブラハムの平原（Plaines d'Abraham）がある場所である。今は国立公園となっていて、学問からレジャーまで様々な用途に使用されている。マーテロー塔やジャンヌ・ダルク庭園などもある。
ケベック国立美術館（Musée national des beaux-arts du Québec）戦場公園の一画にある美術館。
市の郊外にはオルレアン島やモンモランシー滝、サンタンヌ・ド・ボープレ聖堂がある。

#### ウィンター・カーニバル (Carnaval de Québec)
1894年より続くカーニバル。1955年に現在のような形になった。毎年2月に17日間の日程で行われ、街中が様々なイベントにわく。オープニングを飾る雪の彫刻は、世界中から50近いチームが参加して、「自由」をテーマに作品を発表する。半ば結氷したセントローレンス川で行われるカヌーレースや犬ぞりレース、イグルーと呼ばれるイヌイットの氷の家や氷の城、遊園地もある。また、雪の女王が選ばれパレードが行われる。世界最大の冬の祭りとも言われる。

## スポーツ

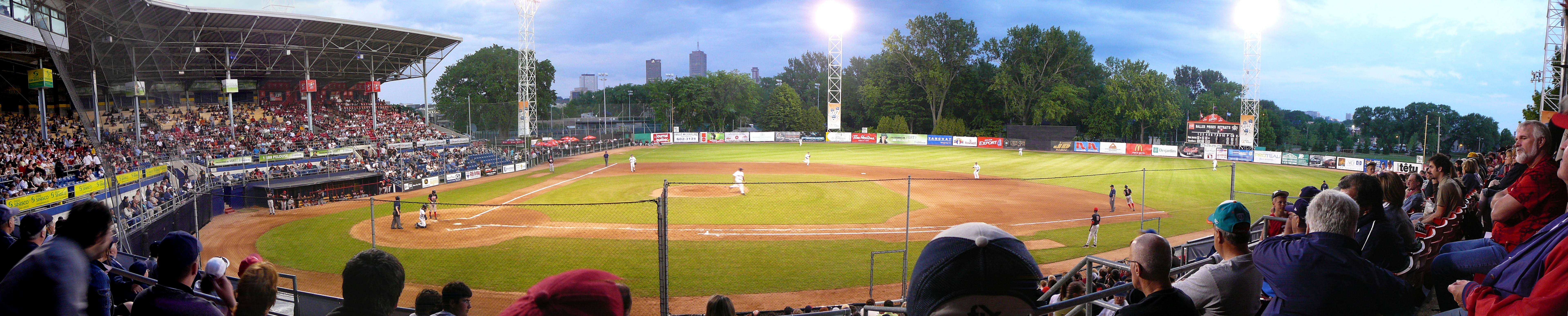
キャピタルズの試合

- ウィンタースポーツに適した地で、スキーやスノーボード、クロスカントリースキー、アイスクライミングが楽しめる[31]。
- 2010年より、自転車ロードレースのグランプリ・シクリスト・ド・ケベックが例年9月中旬に行われている。また、2008年よりツール・ド・ケベックが開催されている。[32]。
- 野球のケベック・キャピタルズが、カナディアン・アメリカン・リーグでプレイしている[33]。
- かつてはケベック・ノルディクスというNHLのチームがあったが、1995年にアメリカのコロラド州に移転して、コロラド・アバランチとなった。その後、ケベックにプロのスポーツチームは存在していない[34]。
- ケベック・ランパーツはケベックジュニアホッケーリーグのチームであり、NHLチームの再誘致のために2015年に作られたビデオトロン・センターを本拠地としている。

## 交通

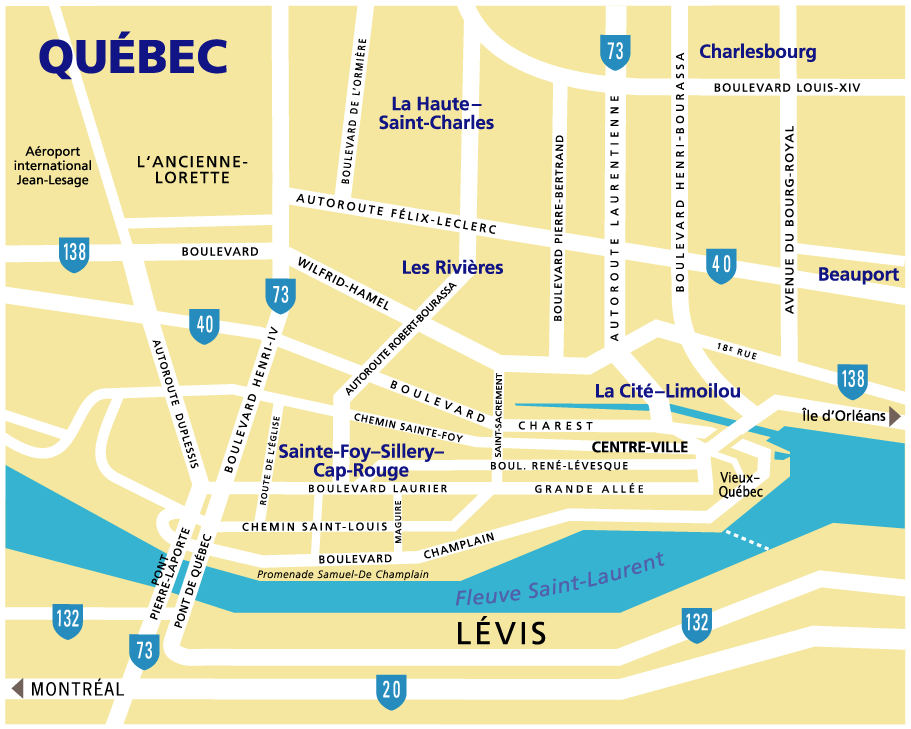
ケベックの主な道路

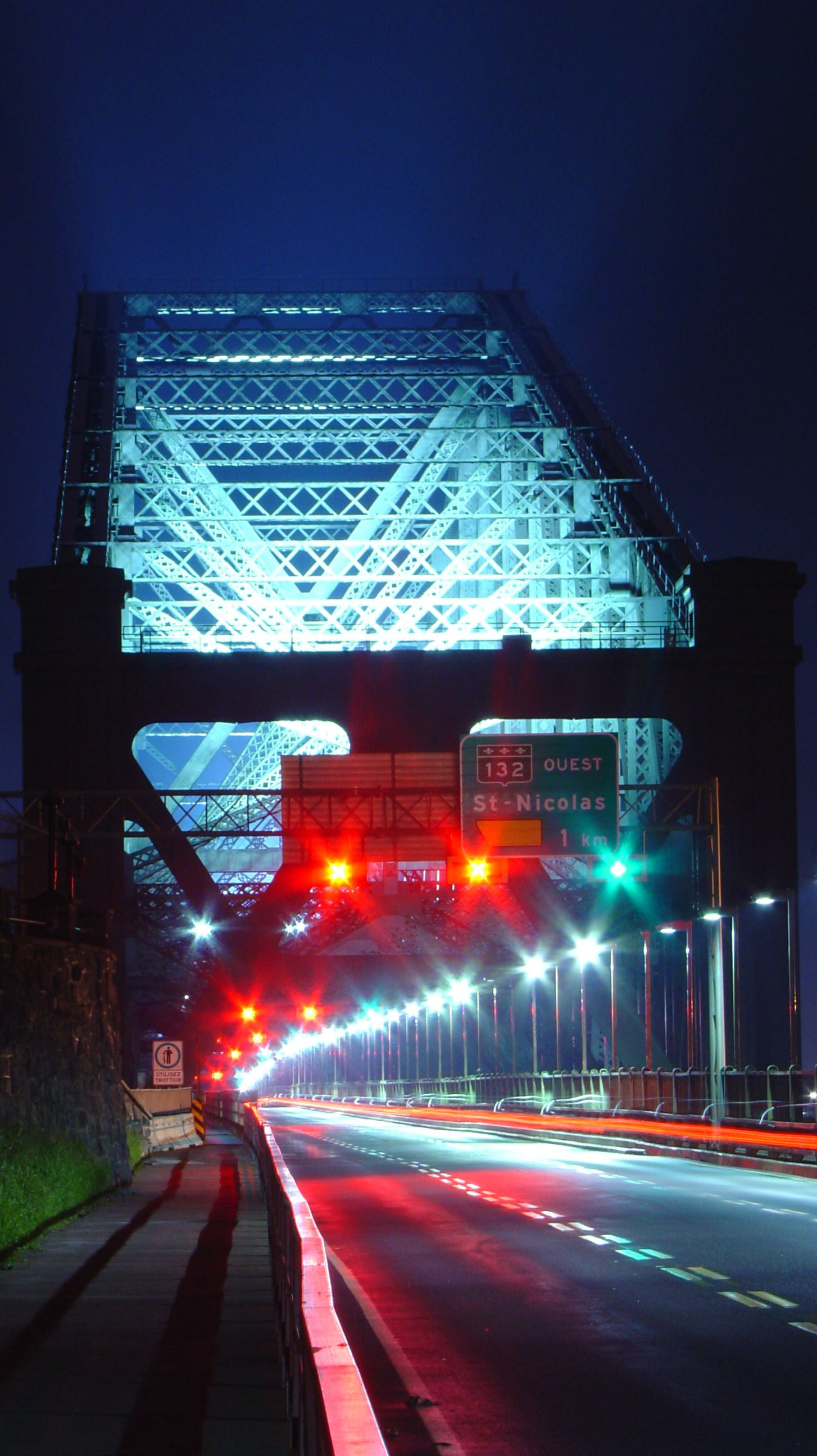
ケベック橋の入口

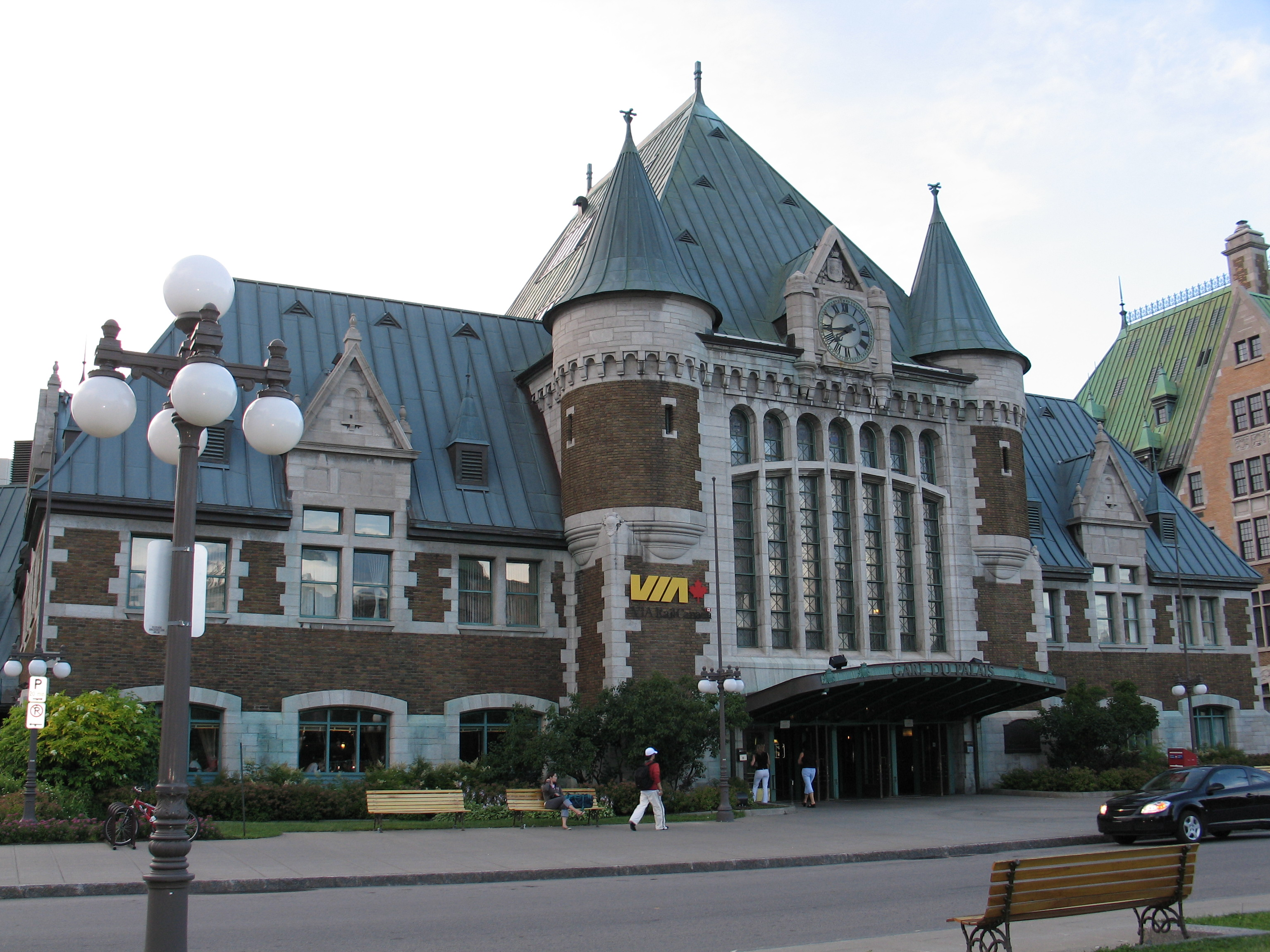
VIA鉄道パレ駅

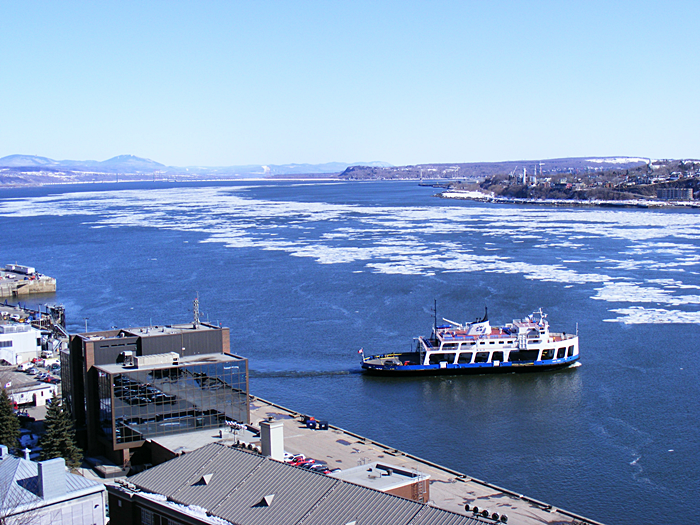
フェリーとセントローレンス川

### 道路と橋
ケベック・シティーを走る主な道路としては、オンタリオ州からモントリオールを経由してつながる40号線、南に延びる20号線、逆に南から延びる73号線に、東の方から延びる138号線がある。この道路はケベック東方のシャルルボワから440号線となり、ケベック・シティーの中心街を貫いている。
また、市内の主な橋には、ケベック橋（Pont de Québec）、ピエール・ラポルト橋（Pont Pierre-Laporte）そしてオルレアン島橋（Pont de l'Île-Orléans）がある。

### 空港
市の中心部から西13キロの地点にケベック・ジャン・ルサージ国際空港（IATA：YQB）があり、トロントから直行で1時間半、経由便を利用すると2時間10分のフライトである。オタワからは1時間45分、モントリオールからは45分である。日本からはエア・カナダ、JAL、ANAやアメリカの航空会社の便があるが、直行便はない。

### 鉄道
VIA鉄道を利用すると、モントリオールから3時間、オタワから7時間、トロントから9時間で着く。ケベック・シティーの中央駅はパレ駅（la Gare du Palais）である。

### 長距離バス
モントリオールから長距離バスを利用すると、約3時間で到着する。オルレアンエクスプレス、インターカーがある。

### 公共交通機関
- バス

市内バスはRTCによって運行されている。レヴィをはじめ、市内各所からセントローレンス川の対岸に向かうフェリーも出ている。また、ベロバスと呼ばれる、自転車を積み込む機能を持つバスもある。
- トラム/LRT

1865年から1948年までは路面電車が走っていたが廃止された。地下鉄区間も含むLRTとなるケベック・トラムの整備が進んでおり、2024年建設開始、2029年開通予定となっている。
- クルーズ

モントリオールからケベック・シティーへの、朝食と昼食付きのクルーズもある。朝にモントリオールを出て、夕刻に到着する。

## 姉妹都市
- カルガリー（カナダ・アルバータ州） - 1956
- ボルドー（フランス・ヌーヴェル＝アキテーヌ地域圏） - 1962
- ナミュール（ベルギー・ナミュール州） - 1999
- モンテビデオ（ウルグアイの首都） - 2000
- ワガドゥグー（ブルキナファソの首都） - 2000
- 西安（中国・陝西省） - 2001
- グアナフアト（メキシコ・グアナフアト州） - 2002
- リエージュ（ベルギー・リエージュ州） - 2002
- サンクトペテルブルク（ロシア） - 2002
- パリ（フランスの首都） - 2003
- スース（チュニジア） - 2004
- フエ（ベトナム） - 2005